# 伊藤高男
伊藤 高男（いとう　たかお、1952年11月5日 - 2021年7月29日）は、日本の元スキージャンプ選手。

## プロフィール
北海高校-専修大学-国土計画-水戸スキークラブ
1976年のインスブルックオリンピックに出場し70m級24位、90m級22位の成績を残した。
ノルディックスキー世界選手権には2回出場。1974年のファルン大会では90m級で51位に終わる。1978年のラハティ大会では70m級37位、90m級42位だった。
1973年のスキーフライング世界選手権では転倒して非公認ながら当時の世界記録に相当する176mを飛んだ経験もある。
同大会で転倒し、鎖骨を骨折した。
1978年には大倉山で4連勝（ただし間に70m級の試合を挟んでいる）を記録した。
2021年7月29日死去。享年68。

## 日本国内での主な競技成績
- 1969.12.10(水)　第2回中山シャンツェジャンプ大会少年組　優勝
- 1970.12.13(日)　第8回羊蹄シャンツェ全道ジャンプ大会少年組　優勝
- 1971.01.15(金)　第23回全道高校スキー大会　優勝
- 1971.02.22(月)　第26回国民体育大会冬季大会少年組　優勝
- 1971.03.07(日)　第2回田沢湖ジャンプ大会少年組　優勝
- 1973.02.10(土)　第15回HBCカップジャンプ競技会　優勝
- 1973.12.09(日)　第4回名寄ピヤシリジャンプ大会成年組　優勝
- 1975.02.09(日)　第53回全日本スキー選手権大会(90m級)　優勝
- 1977.12.25(日)　第8回名寄ピヤシリジャンプ大会成年組　優勝
- 1978.01.22(日)　第19回NHK杯ジャンプ大会　優勝
- 1978.02.03(金)　第49回宮様スキー大会国際競技会(70m級)　優勝
- 1978.02.04(土)　第20回HBCカップジャンプ競技会　優勝
- 1978.02.05(日)　第49回宮様スキー大会国際競技会(90m級)　優勝
- 1978.02.09(木)　第56回全日本スキー選手権大会(90m級)　優勝
- 1979.02.07(水)　第57回全日本スキー選手権大会(70m級)　優勝
- 1980.03.20(木)　第10回名寄ピヤシリジャンプ大会成年組　優勝
- 1980.03.29(土)　第8回野沢温泉ジャンプ大会成年組　優勝
- 1981.02.24(火)　第36回国民体育大会冬季大会成年二部　優勝